# Periploca
Periploca Tourn. ex L., 1753 è un genere di piante della famiglia delle Apocinacee.

## Etimologia
Il nome del genere deriva dal greco "peri" (= intorno) e "plekein"(= legare, avvolgere) e fa riferimento alla capacità del fusto di avvilupparsi intorno ai tronchi degli alberi formando delle liane.

## Tassonomia
Il genere comprende le seguenti specie:
- Periploca angustifolia Labill.
- Periploca aphylla Decne.
- Periploca calophylla (Wight) Falc.
- Periploca chevalieri Browicz
- Periploca chrysantha D.S.Yao, X.D. Chen & J.W.Ren
- Periploca floribunda Tsiang
- Periploca forrestii Schltr.
- Periploca graeca L.
- Periploca hydaspidis Falc.
- Periploca laevigata Aiton
- Periploca linearifolia Quart.-Dill. & A. Rich
- Periploca purpurea Kerr
- Periploca sepium Bunge
- Periploca somaliensis Browicz
- Periploca tsiangii D.Fang & H.Z.Ling
- Periploca visciformis (Vatke) K.Schum.